# 처브라이프
처브라이프생명보험 주식회사(Chubb Life Insurance Company Ltd.)는 대한민국의 생명보험사이다.